# Осеан Доден
Осеан Доден (фр. Océane Dodin, 24 жовтня 1996) — французька тенісистка. 
Свій перший турнір WTA Доден виграла 2016 року на Tournoi de Québec. Ця перемога дала їй змогу піднятися до першої сотні світового рейтингу.  

## Фінали турнірів WTA

### Одиночний розряд: (1-0)
| Результат | №  | Дата            | Турнір                                 | Поверхня | Супротивниця | Рахунок  |
| Перемога  | 1. | 18 вересня 2016 | Coupe Banque Nationale, Квебек, Канада | Килим    | Лорен Девіс  | 6-4, 6-3 |

## Зовнішні посилання
- Досьє на сайті WTA